# Valmir Louruz
Valmir Louruz (ur. 13 marca 1944 w Porto Alegre, zm. 29 kwietnia 2015 tamże) – brazylijski piłkarz, grający na pozycji obrońcy, trener piłkarski.

## Kariera piłkarska

### Kariera klubowa
W 1961 rozpoczął karierę piłkarską w Hercílio. Potem występował w klubach Pelotas, SE Palmeiras, SC Internacional, CSA i EC Juventude, gdzie zakończył karierę w 1979 roku.

## Kariera trenerska
Karierę szkoleniowca rozpoczął w 1980 roku. Trenował kluby EC Juventude, Pelotas, CSA, Brasil de Pelotas, Londrina, Vitória, Náutico, olimpijską reprezentację Kuwejtu, Santa Cruz, Tuna Luso, Paysandu SC, Júbilo Iwata, SC Internacional, Figueirense, Vila Nova, São José, Al-Ahli, Duque de Caxias, CRB i Esportivo.

## Sukcesy i odznaczenia

### Sukcesy piłkarskie
- mistrz Campeonato Gaúcho: 1969, 1970, 1971

### Sukcesy trenerskie
- mistrz Campeonato Alagoano: 1981
- mistrz Campeonato Baiano: 1989
- zdobywca J. League Cup: 1998
- zdobywca Copa do Brasil: 1999